# 원희룡
원희룡(元喜龍, 1964년 2월 14일~)은 대한민국의 검사 출신 법조인, 정치인이다. 제16·17·18대 국회의원, 제3·4대 제주특별자치도지사, 제7대 국토교통부 장관을 역임했다.

## 생애
1964년 제주도 남제주군에서 태어났다. 학창 시절 내내 전국 수석을 지켰고, 1982년도 제1회 대입학력고사까지 전국수석을 차지하였다. 당시 신문 인터뷰에서 법사회학자가 되겠다는 포부를 밝혔다. 1982년 19세에 서울대학교 법대에 입학한 후 신군부독재로 인해 민주주의가 사라진 시대적 상황 때문에 진로를 바꿨다.
주체사상이 아닌 노동자들 입장에서 함께 하는 노동운동을 하며 살겠다고 결심하고 야학과 노동운동에 투신한 원희룡은 90년 동구권의 몰락을 보고 사상적으로 전환을 하게 됐다고 고백했다. 이후 사회인으로서의 삶을 모색하던 중 사법시험을 준비하는 것이 가장 빠르겠다고 생각하고 사법시험에 응시, 준비기간 2년 만에 다시 수석으로 합격하며 언론의 주목을 받았다.
그리고 검사 시절 피라미드 판매 조직 소탕 등에 열중하다 검사를 그만두고 변호사를 개업했다. 1999년 합리적이고 개혁적인 보수를 이루겠다고 천명하며 한나라당에 입당하였다. 2000년 한나라당 16대 양천 갑 국회의원으로 당선됐다.
남경필·원희룡·정병국(일명 남·원·정)으로 대표되는 당내 소장 개혁파의 운동을 주도하면서 당 지도부와 부딪히면서 정치 경력을 이어왔다. 2004년 총선 직후에 치러진 당 최고위원 경선에서는 박근혜 대표에 이어 2위로 최고위원에 선출됐다.
2011년 6월 20일 제14대 한나라당 대표 및 최고위원 선출하는 전당대회에 2012년 총선 불출마를 선언하며 도전하여 대의원 유효 투표 11만 4372표 명 중 2만 9086표를 얻어서 4위로 최고위원에 선출되었다.
2017년 새누리당을 탈당하여 바른정당에 입당하였으나, 바른정당과 국민의당의 합당에 반대하여 2018년 4월 10일 바른미래당을 탈당하였다. 도지사 선거 때 더불어민주당 입당설이 돌기도 하였으나 "정당정치를 돌아보지 않겠다는데 더 강조점이 있다”며 입당할 뜻이 없음을 밝혔다.
더불어민주당 후보가 광역지방자치단체장으로 다수 당선된 제7회 전국동시지방선거에서 더불어민주당 문대림 후보를 누르고 제주도지사에 당선되었다. 대구경북을 제외하고 보수 후보가 당선된 지역은 제주도가 유일하기 때문에, 남경필 경기도지사를 비롯한 보수 주자들이 사실상 전멸한 상황에서 원희룡 후보의 향후 입지가 크게 확대될 것이라는 전망이 나왔다.
2022년 제20대 대통령직인수위원회 기획위원장이 되었고, 제7대 국토교통부 장관으로 임명되었다.

## 학력
- 1976년 중문초등학교 졸업
- 1979년 중문중학교 졸업
- 1982년 제주제일고등학교 졸업
- 1989년 서울대학교 법과대학 공법학 학사
- 2001년 경남대학교 북한대학원 수료
- 2003년 한양대학교 언론정보대학원 뉴미디어 석사
- 2007년 제주대학교 대학원 명예 정치학 박사
- 2022년 동국대학교 대학원 명예 행정학 박사

## 경력
- 인천공단 경동산업 생산직 노동자
- 1992년 10월: 제34회 사법시험 합격
- 1995년: 제24기 사법연수원 수료
- 1995년: 서울지방검찰청 검사
- 1997년 2월: 수원지방검찰청 여주지청 검사
- 1998년 3월: 부산지방검찰청 검사
- 1998년: 한나라당 입당
- 1999년 1월: 법무법인 춘추 변호사
- 소프트웨어 지적재산권 보호위원회 고문변호사
- 한국 인터넷 플라자 양천 강서협회  고문변호사
- KBS 방송 자문변호사
- '미래를 위한 청년연대' 공동대표
- 2000년 1월: 양천사랑법률센터 소장
- 2000년: 제16대 국회의원 선거 한나라당 선거대책위원회 부대변인
- 2000년~2004년: 한나라당 서울특별시 지부  양천구 갑 지구당위원장
- 2000년 4월 13일: 대한민국 제16대 국회의원 선거(서울 양천구 갑, 한나라당, 초선)
- 2004년 4월 15일: 대한민국 제17대 국회의원 선거 당선(서울 양천구 갑, 한나라당, 재선)
- 2004년~2012년: 한나라당 서울특별시당 양천구 갑 당원협의회 위원장
- 2008년 4월 9일: 대한민국 제17대 국회의원 선거 당선(서울 양천구 갑, 한나라당, 3선)
- 2000년 5월 30일~2012년 5월 29일: 제16대~제18대 국회의원(서울 양천구 갑, 한나라당→새누리당, 3선)
- 2007년 6월~2007년 8월: 제17대 대통령 선거 한나라당 경선후보(최종 3위)
  - 최종 순위: 1위 이명박, 2위 박근혜, 3위 원희룡, 4위 홍준표
- 2009년 5월: 노무현 전 대통령 장의위원장
- 2010년 4월~2010년 5월: 제5회 전국동시지방선거 서울특별시장 한나라당 경선후보
- 2012년: 새누리당 서울특별시당 양천구 갑 당원협의회 위원장
- 2014년 6월 4일: 제6회 전국동시지방선거 당선(민선 6기, 제주특별자치도지사, 새누리당, 초선)
- 2014년 7월 1일~2018년 6월 30일: 제3대 제주특별자치도지사(민선 6기, 새누리당→무소속→바른정당→바른미래당→무소속, 초선)
- 2014년 9월: 새누리당 보수혁신특별위원회 자문위원
- 2017년 1월: 새누리당 탈당
- 2017년 1월~2018년 2월: 바른정당 창당
- 2018년 2월~2018년 4월: 바른미래당
- 2018년 4월: 바른미래당 탈당
- 2018년 6월 13일: 제7회 전국동시지방선거 당선(민선 7기, 제주특별자치도지사, 무소속, 재선)
- 2018년 7월 1일~2021년 8월 11일: 제4대 제주특별자치도지사(민선 7기, 무소속→미래통합당→국민의힘, 재선)
- 세계지방정부연합 아시아태평양지부(UCLG ASPAC) 대표회장
- 한국상하수도협회 상하수도본부장(당연직)
- 2019년 8월~2020년 8월: 제13대 전국시도지사협의회 부회장
- 2020년 2월: 미래통합당 복당
- 2020년 2월~2020년 5월: 미래통합당 최고위원
- 2021년 8월~2021년 11월: 제20대 대통령 선거 국민의힘 경선후보(최종 4위)
- 2021년 11월~2022년 1월: 제20대 대통령 선거 국민의힘 윤석열 대통령 후보 선거대책위원회 정책총괄본부장
- 2021년 11월~2022년 1월: 제20대 대통령 선거 국민의힘 윤석열 대통령 후보 선거대책위원회 정책총괄본부 민생회복추진단장
- 2022년 1월~2022년 3월: 제20대 대통령 선거 국민의힘 윤석열 대통령 후보 정책본부장 겸 민생회복추진단장
- 2022년 2월~2022년 3월: 제20대 대통령 선거 국민의힘 윤석열 대통령 후보 선거대책본부 유세본부 보라! 국민의힘 유세단 단원
- 2022년 3월~2022년 5월: 제20대 대통령직인수위원회 기획위원장
- 2022년 5월~2023년 12월: 제7대 국토교통부 장관
- 2022년 5월~2023년 12월: 대통령 직속 저출산고령사회위원회 정부위원
- 2022년 5월~2023년 12월: 대통령 직속 국가균형발전위원회 당연직위원
- 2022년 12월~2023년 12월: 대통령 직속 저출산고령사회위원회 정부위원
- 2023년 7월~2023년 12월: 대통령 직속 지방시대위원회 당연직위원
- 2024년 3월~2024년 4월: 제22대 국회의원 선거 국민의힘 중앙선거대책위원회 공동선거대책위원장
- 2024년 5월~: 국민의힘 인천광역시당 계양구 을 당협위원장
- 2024년 9월~2024년 10월 2024년 하반기 재보궐선거 인천광역시 강화군수 보궐선거 인천광역시당 통합선거대책위원회 총괄본부장(조직)
- 2025년 5월~2025년 6월: 제21대 대통령 선거 국민의힘 김문수 대통령 후보 인천광역시당 선거대책위원회 공동선대위원장

### 제16대 국회
- 2000년 5월 30일~2004년 5월 29일: 제16대 국회의원(서울 양천구 갑, 한나라당, 초선)
- 제16대 국회 정치개혁특별위원회 위원
- 제16대 국회 법제사법위원회 위원
- 제16대 국회 윤리특별위원회 위원
- 제16대 국회 인권특별위원회 위원
- 제16대 국회 과학기술정보통신위원회 위원
- 국회 한중포럼 간사
- 한나라당 기획위원장
- 한나라당 상임운영위원

### 제17대 국회
- 2004년 5월 30일~2008년 5월 29일: 제17대 국회의원(서울 양천구 갑, 한나라당, 재선)
- 제17대 국회 통일외교통상위원회 위원
- 한나라당 수석최고위원
- 제17대 국회 산업자원위원회 위원

### 제18대 국회
- 2008년 5월 30일~2012년 5월 29일: 제18대 국회의원(서울 양천구 갑, 한나라당→새누리당, 3선)
- 제18대 국회 지식경제위원회 위원
- 제18대 국회 외교통상통일위원회 위원장
- 한나라당 쇄신특별위원회 위원장
- 한나라당 사무총장
- 2011년 하반기 재보궐선거 한나라당 공천심사위원장
- 한나라당 최고위원

## 저서
- 《우리들의 세기》(2000년, 은행나무)
- 《나는 써브쓰리를 꿈꾼다》(2005년, 꽃삽)
- 《블로거 원희룡》(2010년, 삼조출판사)
- 《사랑의 정치》(2010년, 미지애드컴)
- 《무엇이 미친 정치를 지배하는가》(2014년, 이와우)

## 발언

### 공부법
대입 학력고사와 사법시험 수석을 차지한 원희룡은 2008년 9월 3일 탐라영재관에서 있었던 강연에서 자신의 공부법을 소개하였다.
- <생활 일지 노트>
  - "하루 생활은 아침 7시에 학교 도서관에 나가 밤 11시까지 공부에 집중했습니다. 자기 관리를 엄격히 하기 위해서 제 경우에는 조그만 생활일지 노트를 마련해서 그날 공부한 시간을 체크하고 집중 정도와 감정 상태를 기록하면서 페이스를 계속 점검해 나갔습니다."
- <강의 중 책을 읽는 방법 관련 발췌>
  - "공부 방법에 있어서는 그 과목을 처음 볼 때는 전반적인 용어와 내용의 윤곽을 파악하기 위해 속독하고, 두 번째에 최대한 정독하는 것을 원칙으로 삼았습니다. "
  - "정독을 할 때는 기본적이고 중요한 개념 혹은 법리가 나올 때는 그것이 결코 출제 가능성이 없는 것이라도 몇 시간씩 붙들고 개념 및 법리 연관 체계가 정확히 그려질 때까지 생각을 거듭하며 정리했고, 정 이해가 힘들면 일단 체크를 해두고 넘어갔다가 뒷 내용 중 관련사항이 나오면 되돌아가 연결시켜 보려 애썼습니다."
  - "단편적인 내용들은 한번 읽어보는 정도로 하고 앞뒤 관련이 많은 사항들은 시간을 아끼지 않고 머리속에 자동적으로 그려질 때까지 거듭 음미하고 연결하고 생각하고 암기했습니다."
  - "그리고 2회 때의 정독에서 이해가 안된 부분은 3회독 할 때 더 유의하는 식으로 회독수가 늘어가면서는 교과서 내용 중에 정독하지 않은 곳, 빈 곳이 없게 했습니다. 사법시험 2차 시험은 그게 주효한 것 같습니다."
  - "오히려 중요한 것, 깊이 새겨야 할 것은 기본적인 개념과 법리였다고 생각이 듭니다. 그래서 이론적인 근거, 정책적 근거, 실정법적 근거 등 제반 근거들을 생각해보고 그게 어떤 작용을 하고 어떻게 전개되는가, 미흡한 것은 무엇인가 다각적으로 살피고 그것을 머리 속에 자꾸 체계적으로 연상해보려는 노력이 중요하다고 봅니다."

### 2013년 변호인 관람 후 페이스북 발언
2013년 12월 26일 원희룡은 자신의 페이스북에 “영화 변호인을 봤습니다”라며 “국가가 국민에게 부당한 폭력으로 군림할 때 변호인같은 사람들의 용기와 희생으로 민주화 시대로 넘어설수 있었습니다”라고 말했다. 이어 “국민의 압도적 동의로 건너온 민주화의 강을 거꾸로 돌릴수는 없다. 영화 변호인에서 지금의 분위기를 느끼는 관객이 많을수록 국민이 체감하는 민주주의에 문제가 있다는 경고신호”라며 “공안의 과잉과 정치의 마비는 옛날이나 지금이나 국민과 권력의 대결구도를 가져온다는 역사의 경험을 늘 성찰해야 한다”고 지적했다.
2013년 12월 20일 페이스북에 “지금 코레일경영에서 방만경영이 어느만큼이고 공공서비스의무에 따른 불가피한 적자부담이 어느만큼인지에 대한 근거제시와 토론이 있어야 국민들이 제대로 판단할 수 있을 것”이라고 말했다. 원희룡이 당시 소감에서 ‘공안의 과잉과 정치의 마비’를 거론한 것은 박근혜 정부의 철도노조 탄압에 대한 우회적 비판으로 보인다는 분석도 있다.

### 무상급식에 대한 주장 번복
- 2010년 전면 찬성
  - 2010년 3월 30일 원희룡은 시사인과의 인터뷰에서 무상급식에 대한 전면 찬성 입장을 밝혔다.당시 한나라당의 당론은 선별급식이었다.[10]
- 2011년 찬성 번복
  - 2011년 6월 24일 원희룡은 '무상급식 반대 주민투표에 힘을 실어줘야 한다'라고 라디오 인터뷰를 통해 입장을 바꿨다.[11]

### 박근혜의 사학법 개정을 둘러싼 이념 투쟁은 병
2006년 1월 3일 한나라당 최고위원이었던 원희룡은 한나라당 박근혜 대표에 대하여 한겨레21과 인터뷰에서 아래와 같이 밝혔다.
| “ | 박근혜 대표의 사학법 개정을 둘러싼 이념투쟁에 대해 병이라고 생각한다., 박 대표가 사학법 문제를 전교조의 사학 장악 음모와 국가 정체성 문제로 규정한 것과 관련하여서는 "예부터 등장한 편협하고 경직된, 시대에 맞지 않는 논리다. 박 대표는 편협한 국가 정체성 이념에 비춰 자기 틀에 안 맞으면 전부 빨갱이로 본다", 대표가 민생에 고민이 많은 지 모르지만 막상 그것으로 승부를 걸 생각은 없다", "연말만 되면 색깔론으로 강경 보수층에 결집을 요구하며 극단적 대결로 몰아가는 것은 결국 겉 패션과 달리 그 리더십의 저수지 밑바닥에는 과거 회귀적, 대결적, 관념적 이념틀이 자리잡고 있다. 나머지는 그저 패션" | ” |

이같은 그의 발언에 대해 박근혜 대표는 이틀 후인 5일 오전, 염창동 당사에서 열린 최고위원회의를 통해 원희룡에게 공개 경고했다.

## 논란

### 1993년 노상방뇨 시비
1993년 9월 15일 자정 무렵, 원희룡과 그의 동료는 술에 취한 상태로 서울특별시 성북구 정릉동의 모 가게 앞 도로에서 노상방뇨를 하다가 이를 나무라는 가게 주인을 폭행하고, 인근 파출소에서 "우리 사법연수원생들을 우습게 보느냐"며 기물 등을 부쉈다. 이에 서울성북경찰서는 원희룡과 그의 동료를 공무집행방해및 폭력행위등 처벌에 관한 법률위반혐의로 입건조사했다.
2007년 대선 후보 경선을 앞두고, 원희룡은 "1993년 당시 노상방뇨 시비로 인해 기소유예 판정이 한때 논란이 되기도 했지만 모든 것을 철저하게 검증받을 생각이다"고 긍정적인 입장을 밝히기도 했다.
그는 당시 상황을 이렇게 설명했다.
| “ | 1993년 사법연수원을 마칠 무렵 이후 진로를 놓고 동기들과 저녁모임을 가졌는데 길어졌다. 노상방뇨를 실제로 한 것은 아니고 그렇게 오해할 수 있는 상황에서 동네 주민이 우리들을 전부 파출소에 신고해서 붙들려가서 조사를 받았다. 나와 다른 한명이 대표로 조사를 받았는데 그 과정에서 경찰관에게 항의하고 시비해서 소란이 있었다. | ” |
|   | — 블로거와의 대화, 원희룡 의원, |   |

### 전두환 세배 사건
2007년 1월 2일 '이제 그만 갈등과 증오의 역사를 녹여가야 한다'며 전두환 전 대통령을 세배, 이어 3일에는 김영삼, 김대중 전 대통령의 집을 방문했다. 각 전직 대통령에게는 황태가 전달됐다. 애초에 의미는 전직 대통령들을 모두 방문하는 과정에서 얼었다 녹았다 하는 식으로 제작되는 황태를 건넴으로서 화합의 역사를 열어 나가자는 의도였다. 그러나 전두환에게 세배를 한 것이 시민들의 거센 항의를 받았다.
이에 원희룡은 1월 4일 국회에서 기자회견을 열어 이 사건에 대해 공식적으로 사과했다.
| “ | 과거의 상처가 아직 너무나 생생하고, 이를 받아들일 여건이 안 됐다고 생각하시는 분들께, 오해를 불러 일으켜 심심한 사과의 말씀을 드립니다. 죄송합니다. | ” |
|   | — 2007년 1월 4일, 국회 기자회견 |   |

## 평가
- 세계경제포럼이 선발한 '차세대 지도자'(YGL.Young Global Leader)로 선정됐다.[20]
- 2007년 한나라당 대통령 후보 경선을 완주하여 '한나라당의 희망이자 미래'라고 타 후보들로부터 평가받았다.[21]
- 시사저널이 미디어리서치에 의뢰해 분석한 결과 그는 차세대 정치리더 1위로 선정됐다.[22]
- 제주특별자치도지사로 재임중 전국 16개 광역자치단체장에 대한 직무수행 평가에서 1위를 차지했다.[23]
- 2015년 '자랑스런 한국인대상' 최고대상을 수상했다.[24]

## 가족
- 배우자: 강윤형
- 자녀: 2녀

## 역대 선거 결과
|  | 51.15% |

|  | 56.58% |

|  | 52.11% |

|  | 59.97% |

|  | 51.72% |

|  | 45.45% |

## 소속 정당
| 소속 정당 | 소속 정당  | 소속 기간 | 비고      |
| --------- | ---------- | --------- | --------- |
|           | 한나라당   | 1998~2012 | 정계 입문 |
|           | 새누리당   | 2012~2017 | 당명 변경 |
|           | 무소속     | 2017      | 탈당      |
|           | 바른정당   | 2017~2018 | 창당      |
|           | 바른미래당 | 2018      | 합당      |
|           | 무소속     | 2018~2020 | 탈당      |
|           | 미래통합당 | 2020      | 창당      |
|           | 국민의힘   | 2020~현재 | 당명 변경 |

## 방송 출연

### 예능
- 사장님 귀는 당나귀 귀(2019년, KBS2)

## 같이 보기
- 양천구 갑
- 서울 양천구의 국회의원
- 제주특별자치도지사
- 대한민국의 국토교통부 장관